# Nazionale maschile under 23 di pallavolo dell'Iran
La nazionale Under-23 di pallavolo maschile dell'Iran è una squadra asiatica e oceaniana composta dai migliori giocatori di pallavolo dell'Iran con un'età inferiore di 23 anni ed è posta sotto l'egida della Federazione pallavolistica dell'Iran.

## Risultati

### Campionato mondiale Under-23
| Edizione | Piazzamento | Formazione   |
| -------- | ----------- | ------------ |
| 2013     | 5º posto    | Convocazioni |
| 2015     | 7º posto    | Convocazioni |
| 2017     | 7º posto    | Convocazioni |

### Campionato asiatico e oceaniano Under-23
| Edizione | Piazzamento | Formazione   |
| -------- | ----------- | ------------ |
| 2015     | 1º posto    | Convocazioni |
| 2017     | 1º posto    | Convocazioni |